# Pothos falcifolius
Pothos falcifolius är en kallaväxtart som beskrevs av Adolf Engler och Kurt Krause. Pothos falcifolius ingår i släktet Pothos och familjen kallaväxter. Inga underarter finns listade.